# Производство чёрной смородины в США

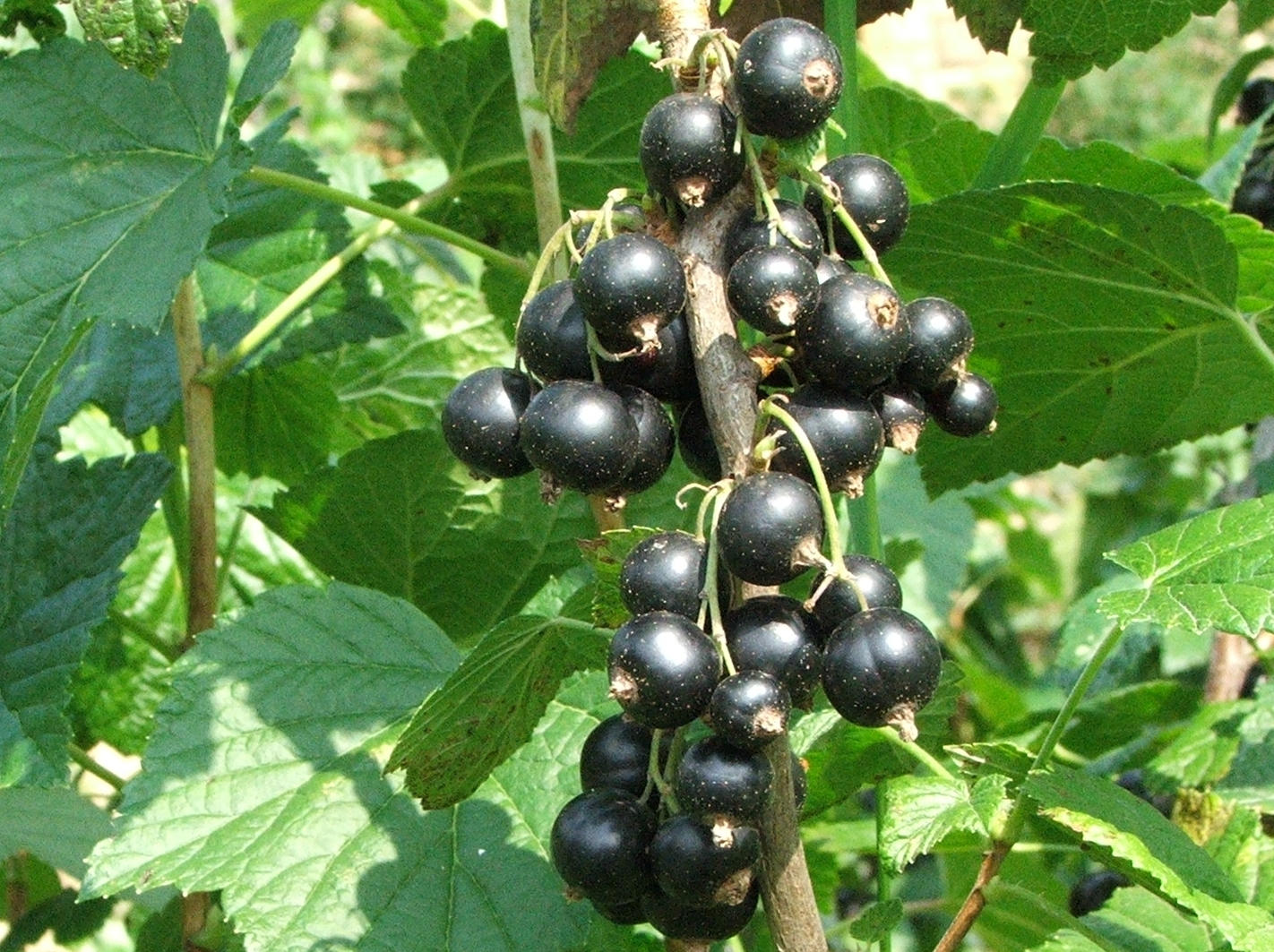
Плоды черной смородины

Производство черной смородины в Соединенных Штатах относительно ограничено. Черная смородина (Ribes nigrum) была завезена английскими поселенцами в колонию Массачусетского залива в 1629 году и в наибольших объёмах выращивалась в Нью-Йорке. Растение является переносчиком пузырчатой ржавчины белой сосны, в те времена угрожающей лесной промышленности. В 1911 году федеральное правительство запретило выращивание, продажу и транспортировку черной смородины для защиты белой сосны. Правительственные программы систематически уничтожали растения черной смородины химическим опрыскиванием.
Федеральный запрет был снят в 1966 году, хотя многие штаты сохранили свои собственные запреты. Исследования показали, что черную смородину можно безопасно культивировать на некотором расстоянии от белых сосен, и это, вместе с выращиванием новых сортов смородины устойчивых к ржавчине, а также разработке новых фунгицидов, привело к тому, что к 2003 году большинство штатов отменили свои запреты. Черная смородина в настоящее время выращивается в коммерческих целях на северо-востоке США и на северо-западе Тихого океана . Из-за длительного запрета черная смородина не пользуется популярностью в Соединенных Штатах. Один исследователь подсчитал, что только 0,1 % американцев пробовали хотя бы одну ягоду за свою жизнь.